# Cap escocès veritable
Cap escocès veritable és una fal·làcia lògica. És un tipus d'argument autosegellat. El terme va ser avançat pel filòsof Antony Flew en el seu llibre de 1975 Thinking about thinking.

## Fal·làcia
| «                                             | Imagine Hamish McDonald, a Scotsman, sitting down with his Glasgow Morning Herald and seeing an article about how the "Brighton Sex Maniac Strikes Again." Hamish is shocked and declares that "No Scotsman would do such a thing." The next day he sits down to read his Glasgow Morning Herald again and this time finds an article about an Aberdeen man whose brutal actions make the Brighton sex maniac seem almost gentlemanly. This fact shows that Hamish was wrong in his opinion but is he going to admit this? Not likely. This time he says, "No true Scotsman would do such a thing." | » |
| — Antony Flew, Thinking About Thinking (1975) | |   |

L'argument de la fal·làcia sol prendre la següent forma:
 Mestre: A tots els escocesos els agrada el haggis.
 Estudiant: Però al meu oncle escocès, Scotty McScottscott, no li agrada el haggis!
 Mestre: Bé, a tots els escocesos de debò els agrada el haggis.
Aquesta forma de lluita contra l'argument és una fal·làcia informal si el predicat ("els agrada el haggis") en realitat no està en contradicció amb la definició acordada de la matèria (l'"escocès" en el nostre cas), o si la definició està subjecta tàcitament per fer vàlid l'argument de contrarestar.
Si no hi ha una definició acceptada de la matèria, aleshores la definició ha de ser entesa en el seu context, s'ha de definir abans de ser utilitzats en l'argument.
És molt comú en la política, quan alguns polítics diuen que d'altres no són autèntics comunistes, liberals, demòcrates, etc. perquè de tant en tant no està d'acord en una política a seguir.
Ve en moltes formes. Per exemple, se sol dir que "qualsevol persona decent", no donaria suport a la mort a la forca, ni veuria porno, ni fumaria en públic, etc. L'orador, en aquests casos, no s'adona que efectivament obliga a la redefinició del que constitueix una "persona decent" per incloure o excloure el que vol i no utilitza el que ja és una accepció de la frase.
Alguns elements o accions sí que són contradictoris amb el subjecte i, per tant, no són fal·làcies. Un exemple d'això és "Cap vegetarià veritable menjaria carn", que no és fal·laç perquè segueix la definició acceptada de vegetarià: menjar carn, per definició, desqualifica a algú de ser vegetarià.